# Samurai Shodown-serien
Samurai Shodown, i Japan känd som Samurai Spirits, är en fightingspelserie som funnits sedan 1993, och utspelar sig i det feodala Japan. under sent 1700-tal-tidigt 1800-tal.

## Spel

### 2D-serien
| Titel                     | Släppår |
| ------------------------- | ------- |
| Samurai Shodown           | 1993    |
| Samurai Shodown II        | 1994    |
| Samurai Shodown III       | 1995    |
| Samurai Shodown IV        | 1996    |
| Samurai Shodown V         | 2003    |
| Samurai Shodown V Special | 2003    |
| Samurai Shodown VI        | 2005    |

### 3D-serien
| Titel                             | Släppår |
| --------------------------------- | ------- |
| Samurai Shodown 64                | 1997    |
| Samurai Shodown 64: Warriors Rage | 1998    |
| Samurai Shodown: Warriors Rage    | 1999    |
| Samurai Shodown: Warriors Rage    | 2008    |

### Övriga spel
| Titel                                      | Släppår |
| ------------------------------------------ | ------- |
| Shinsetsu Samurai Spirits Bushidō Retsuden | 1997    |
| Samurai Shodown Anthology                  | 2008    |

### Fotnoter
1. ↑  ”Samurai Shodown series” (på engelska). Mobygames. http://www.mobygames.com/game-group/samurai-shodown-series. Läst 9 maj 2015.
2. ↑  ”Video Game: Samurai Shodown” (på engelska). TV Tropes. http://tvtropes.org/pmwiki/pmwiki.php/VideoGame/SamuraiShodown. Läst 9 maj 2015.